# سونار (سيمانتك)
سونار (شبكة سيمانتك للاستجابة المتقدمة) (بالإنجليزية: SONAR Symantec Online Network for Advanced Response)‏ هو نظام من شركة سيمانتك يقوم باكتشاف البرمجيات الضارة عن طريق سلوكيات البرنامج بدلا من فحص التوقيع. نورتن أنتي فايرس ونورتون سيستيموركس ونورتن إنترنت سكيورتي.

## طريقة عمله
يعمل نظام سونار حتى بعد إقفال برمجيات الحماية المصاحبة، حيث يقوم بمراقبة عمل أي برنامج يحاول تغيير أي شيء على الحاسوب.